# ジャイアント (バンド)
ジャイアント (Giant)は、1987年にダン・ハフとアラン・パスクァによって結成された、アメリカ合衆国のハードロック/ヘヴィ・メタルバンドである。1989年にリリースした『ラスト・オブ・ザ・ランナウェイズ』でヒットを獲得したが、2枚目のアルバムをリリースした1992年に一時解散し、2000年に再結成している。

## メンバー

### 現メンバー
- テリー・ブロック (Terry Brock) - ボーカル（2009年- ）
- ジョン・ロス (John Roth) - ギター（2009年- ）
- デイビット・ハフ (David Huff) - ドラムス（1987年-1992年、2000年- ）
- マイク・ブリグナーデロ (Mike Brignardello) - ベース（1987年-1992年、2000年- ）

### 旧メンバー
- ダン・ハフ (Dann Huff) - ボーカル、ギター、キーボード。（1987年-1992年、2000年-2002年）

　※『プロミス・ランド』ではサポートプレイ及び楽曲提供のみでバンドメンバーとしてクレジットされていない。
- アラン・パスクァ (Alan Pasqua) - キーボード（1987年-1992年）

## ディスコグラフィ

### スタジオ・アルバム
- 『ラスト・オブ・ザ・ランナウェイズ』 - Last of the Runaways (1989年)
- 『タイム・トゥ・バーン』 - Time To Burn (1992年)
- 『III』 - III (2001年)
- 『プロミス・ランド』 - Promised Land (2010年)

### ライブ・アルバム
- 『ライヴ・アンド・アコースティック』 - Live and Acoustic-Official Bootleg (2003年)

### EP
- Don't Leave Me In Love (2001年)